# Muzeum Českého krasu
Muzeum Českého krasu je příspěvková organizace Středočeského kraje se sídlem v Berouně. Jako regionální muzeum je zaměřeno na historii a přírodu Berounska, Hořovicka a Křivoklátska, specializuje se též na geologii a paleontologii, zejména Českého krasu. Je členem Asociace muzeí a galerií České republiky. Hlavní budova muzea se nachází na Husově náměstí v Jenštejnském domě, do správy muzea patří také Plzeňská brána. Muzeum má dvě pobočky: Městské muzeum v Žebráku a Muzeum Hořovicka.

## Historie
V Jenštejnském domě sídlí muzeum teprve od roku 1968, počátky jeho historie však sahají až k roku 1888, kdy byl založen spolek „Museum a veřejná knihovna pro lid v Berouně“. Vznik muzea se datuje do roku 1892. Zpočátku sídlilo muzeum v nové škole, později v Pražské bráně a v berounské radnici. Protože během 1. světové války muzejní spolek zanikl, po vzniku republiky převzalo muzeum do správy město. V letech 1924–1925 se Městské muzeum přestěhovalo do Duslovy vily zakoupené městem. Během 2. světové války bylo muzeum uzavřeno a ve vile byla kancelář německého velitelství.
V roce 1954 se Městské muzeum v Berouně stalo okresním muzeem, od roku 1955 až do roku 1993 neslo název Okresní vlastivědné muzeum v Berouně. V letech 1961–1962 byl do muzejních prostor v Duslově vile přestěhován Okresní osvětový dům. Sbírky byly provizorně uskladněny do beden, muzeum mělo být kompletně přestěhováno. K tomu došlo až o několik let později, poté, co bylo v roce 1965 pro muzeum uvolněno 1. patro Jenštejnského domu.
V roce 1969 se stalo detašovaným pracovištěm berounského muzea Městské muzeum v Hořovicích. V letech 1975–1992 mělo Okresní muzeum další detašované pracoviště v Králově Dvoře, se stálou expozicí „Muzeum revolučního hnutí Berounska“ a „Galerií Jana Preislera“. V roce 1986 rozšířilo muzeum své prostory získáním sousedního měšťanského domu zvaného Salátovský. V roce 1988 převzalo v rámci integrace do správy Městské muzeum v Žebráku. V roce 1998 byla u příležitosti Dnů evropského dědictví otevřena stálá expozice na Plzeňské bráně.
V letech 1988-2001 probíhala generální oprava Jenštejnského domu. V srpnu roku 2002 muzeum postihla povodeň, která způsobila vážné, v případě sbírek i nenahraditelné škody - byly zaplaveny všechny přízemní prostory a dvůr, kde voda dosahovala do výšky téměř dvou metrů. V roce 2003 byl otevřen Geopark Barrandien, geologická expozice pod širým nebem na muzejním dvoře.

## Sbírky a expozice
Muzeum uchovává a buduje sbírky etnografické, kulturně-historické, geologické, paleontologické a zoologické. Vybrané předměty z těchto sbírek ukazují stálé expozice v Jenštejnském a Salátovském domě. Za zvláštní zmínku stojí expozice zvaná "Až do předsíně nebes": devět obrazů světců a významných členů benediktinského řádu od barokního malíře Jana Václava Spitzera. Menší expozice je věnována jeskyním a jeskyňářům Českého krasu.

## Další činnosti
Muzeum pořádá krátkodobé výstavy, programy pro školy, komentované procházky Berounem a vlastivědné vycházky po okolí města. Od roku 1976 vydává časopis Český kras, který vychází 1x ročně a obsahuje odborné příspěvky týkající se výzkumů na Berounsku a v Českém krasu. Badatelům i jiným zájemcům slouží muzejní knihovna.

## Z muzejních expozic

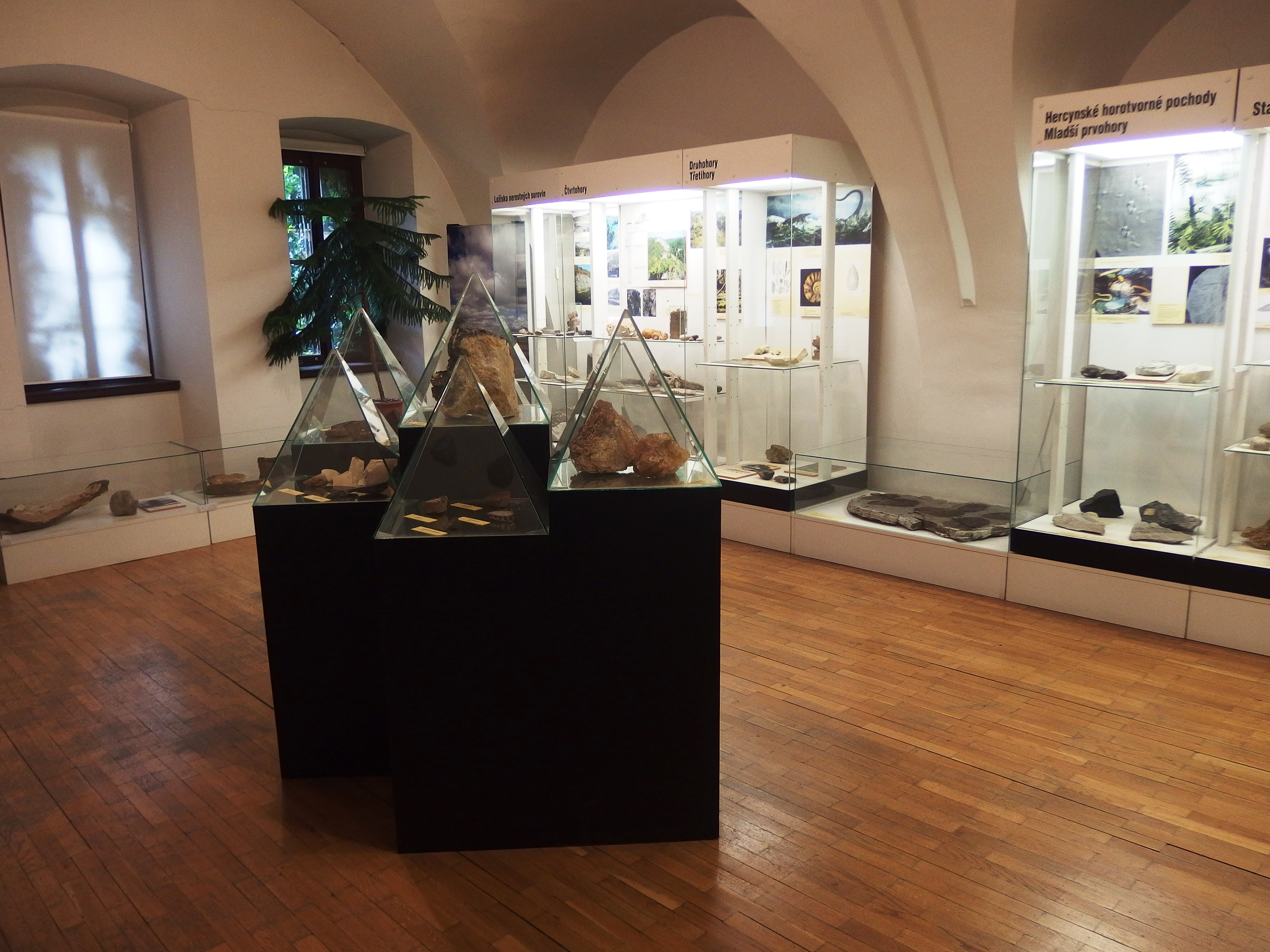
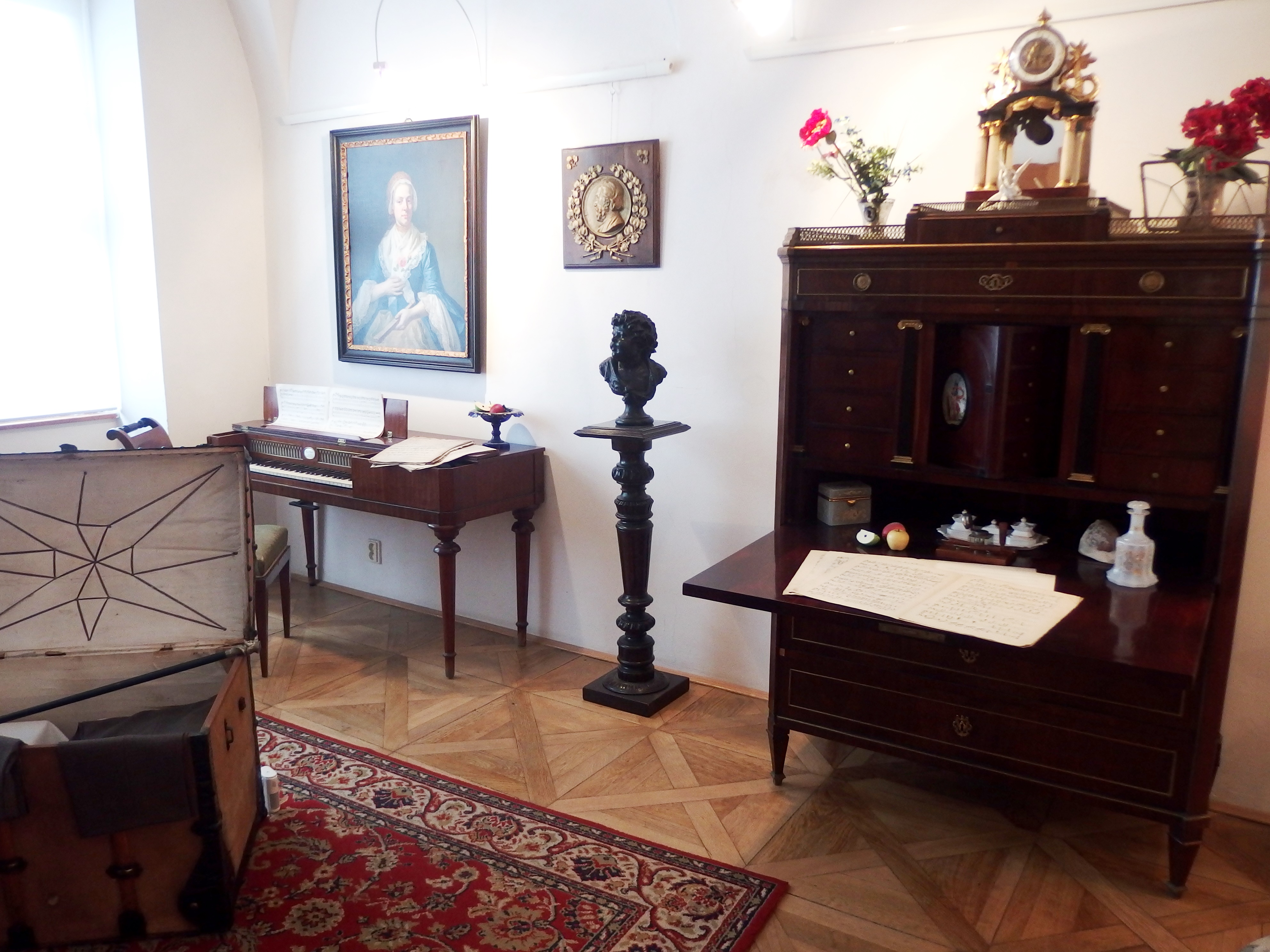
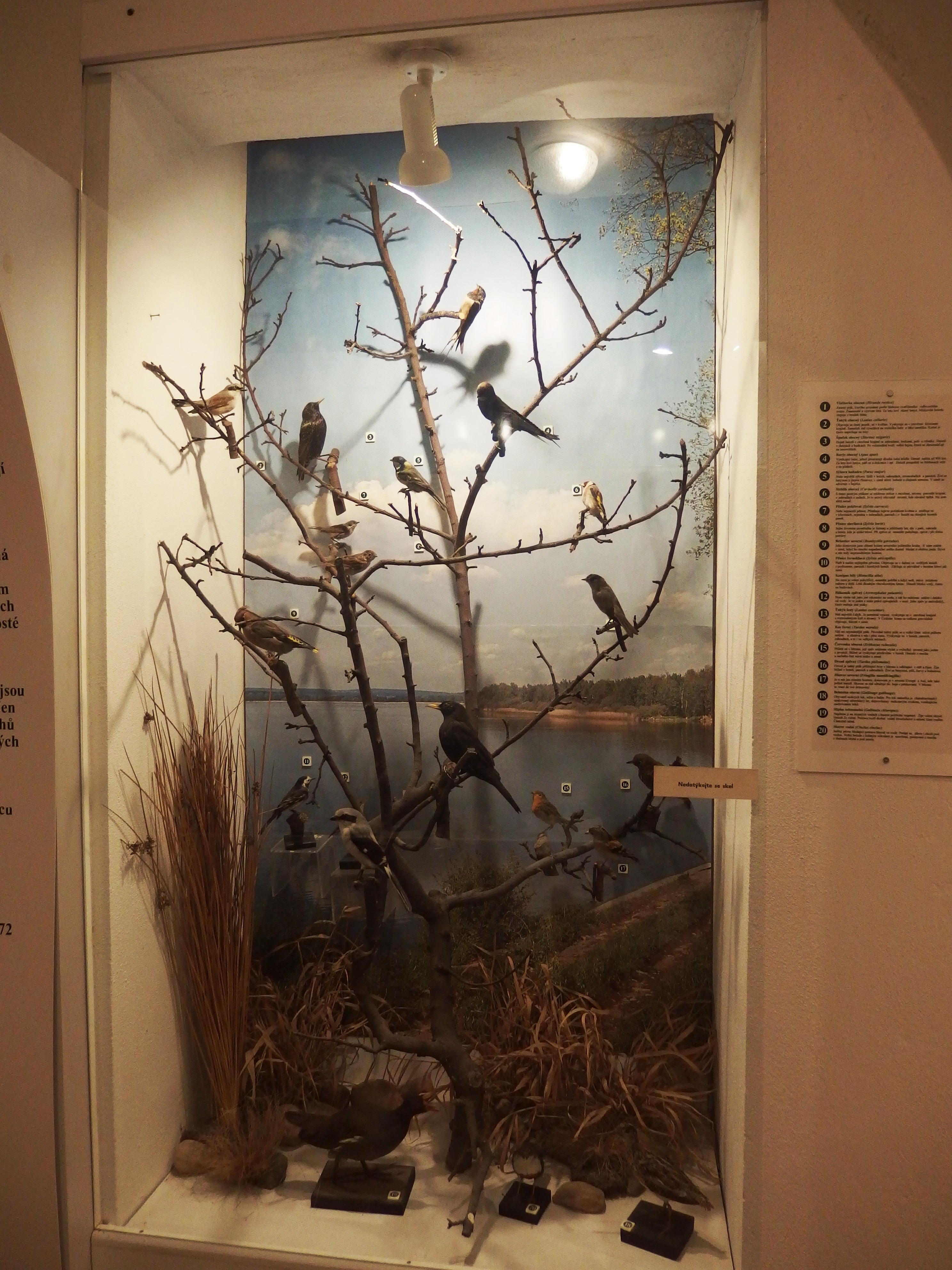
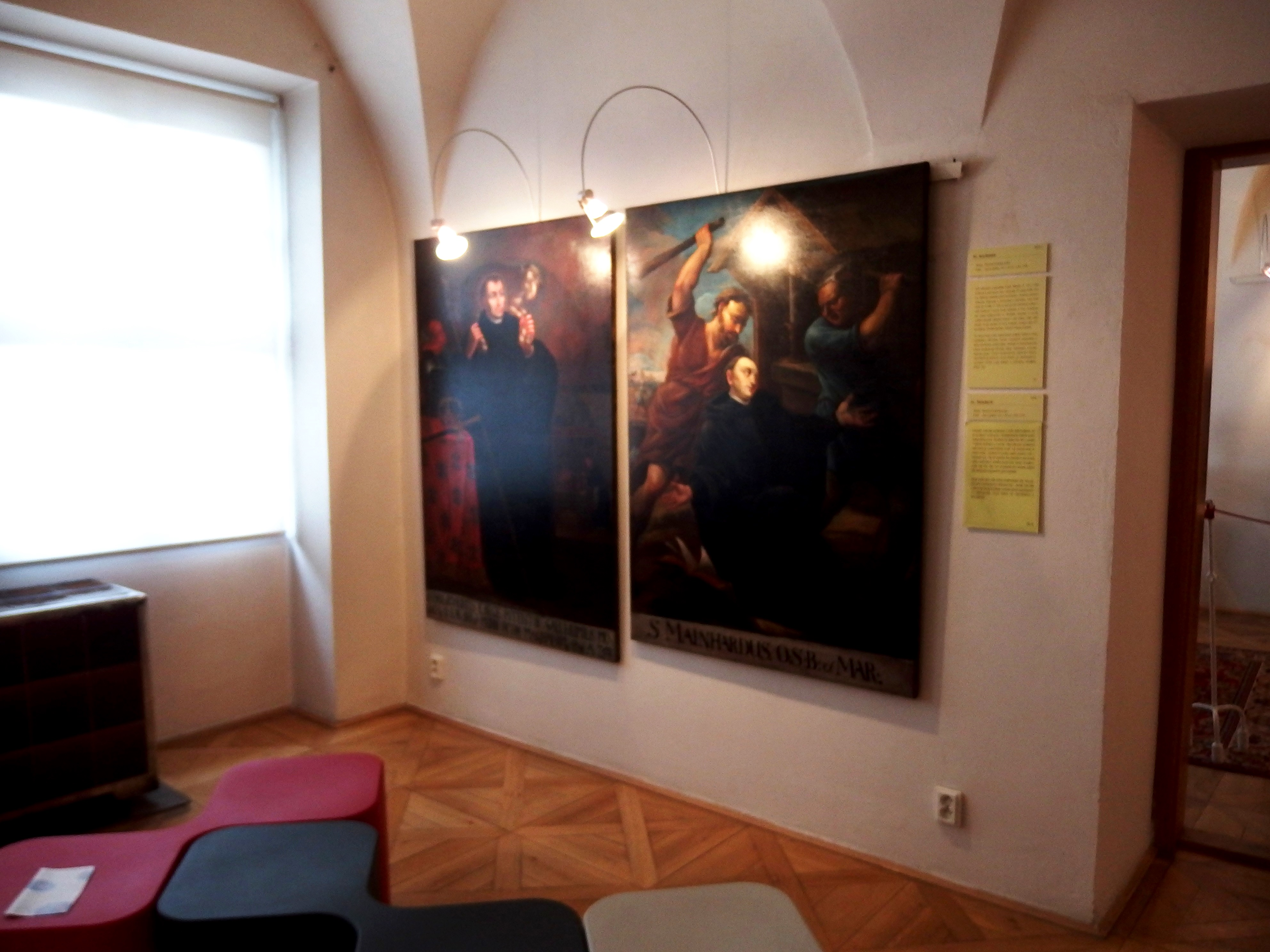
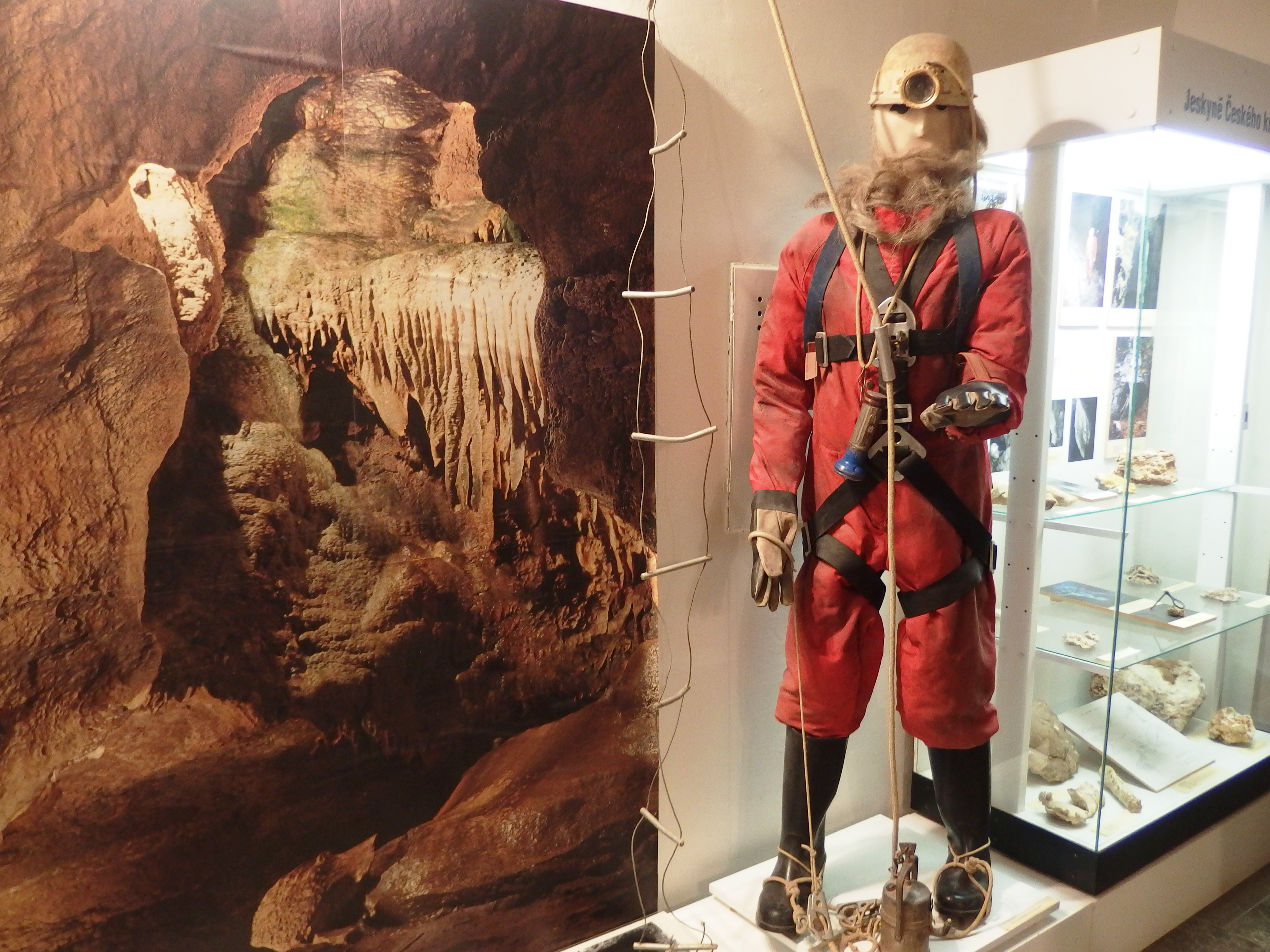